# Бај арена
Бај арена је фудбалски стадион у Леверкузену, Северна Рајна-Вестфалија Немачка. Представља домаћи терен бундеслигаша Бајер 04 Леверкузена од 1958. године.

## Историја стадиона
Стадион је првобитно био познат као Улрих Хаберланд стадион (Ulrich-Haberland-Stadion ), назван по бившем председнику Бајера АГ, оснивачем клуба. Првобитни капацитет стадиона је био 20.000.
Године 1986. почео је пројекат реконструкције који би га претворио у модеран објекат, пројекат је био настављан са прекидима током наредне деценије. Пројекат је завршен 1997. године, чиме је стадион постао ултрамодеран објекат са свим седиштима са капацитетом од 22.500 места. Стадион је 1998. преименован у БајАрена. Раније име је тада коришћено за стадион младих који се налази поред самог стадиона.
Године 1999. завршен је хотел уз стадион, а неке собе имају поглед на терен. Комплекс стадиона такође укључује ресторан високе класе, који такође гледа на терен, и конференцијске садржаје.
Град Леверкузен је првобитно понудио да постане место за Светско првенство 2006, са проширеном Беј ареном као местом одигравања утакмица. Међутим, град, Бајер из Леверкузена и немачки организациони комитет убрзо су се сложили да проширење Беј арене на минимални капацитет од 40.000 људи који је одобрила ФИФА за утакмице Светског првенства не би било практично, и град је повукао своју понуду. Уместо тога, договорено је да Беј арена буде главни објекат за обуку немачке репрезентације током финала 2006. Јирген Клинсман, бивши национални селектор, није био за Леверкузен и одлучио се за Берлин као главни центар за обуку. Као надокнаду, Бај арена би наводно била домаћин две националне утакмице, али оне никада нису одигране.

## ФИФА Светско првенство за жене 2011.
Дана 30. марта 2007. Бајер АГ се договорио о проширењу стадиона на капацитет од преко 30.000 гледалаца. Грађевински радови су почели крајем 2007. године и требало би да буду завршени почетком сезоне 2009/10.
Дана 30. септембра 2008. Беј арена је изабрана као једно од девет места које ће се користити током Светско првенство у фудбалу за жене 2011. за смештај три групне и једне четвртфиналне утакмице.
| Датум        | Екипа #1   | Резултат           | Екипа #2  | Коло         | Посета |
| ------------ | ---------- | ------------------ | --------- | ------------ | ------ |
| 28. јун 2011 | Колумбија  | 0 : 1              | Шведска   | Група Ц      | 21.106 |
| 1. јул 2011  | Јапан      | 4 : 0              | Мексико   | Група Б      | 22.291 |
| 6. јул 2011  | Аустралија | 2 : 1              | Норвешка  | Група Д      | 18.474 |
| 9. јул 2011  | Енглеска   | 1 : 1 (3 : 4 пен.) | Француска | Четвртфинале | 26.395 |

## Фотографије стадиона
- Распоред седишта
- Арена 2005.
- Арена 2007
- Унутрашњост Бај арене
- Бај арена поред стадиона Улрих Хаберланд стадиона